# Sławomir Mentzen

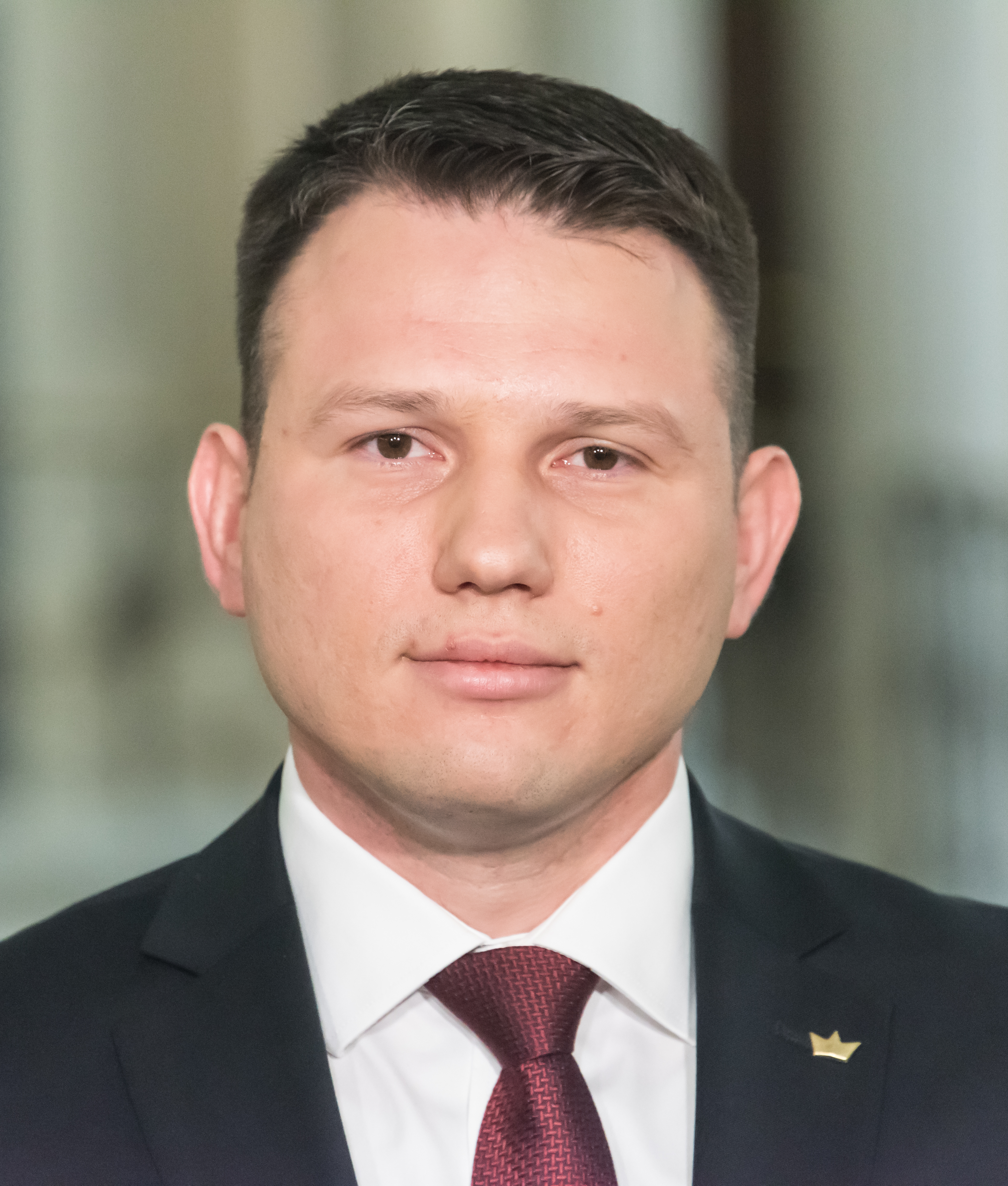
Sławomir Mentzen (2022)

Sławomir Mentzen [swaˈvɔ̃mʲir ˈmɛnt͡sɛn] (* 20. November 1986 in Toruń) ist ein polnischer Politiker. Er ist neben Krzysztof Bosak einer der Vorsitzenden des als paläolibertär und rechtsextrem geltenden Parteienbündnisses Konfederacja.

## Ausbildung und Beruf
Nach dem Abitur studierte Mentzen zunächst Informatik an der Jagiellonen-Universität in Krakau, brach jedoch dieses Studium ab und absolvierte daraufhin an der Nikolaus-Kopernikus-Universität Toruń ein Studium der Wirtschaftswissenschaften, welches er 2010 mit dem Master abschloss. Zusätzlich studierte er an der gleichen Universität theoretische Physik und schloss dieses Studium 2012 mit dem Lizenziat ab. Anschließend begann er eine Promotionsstudium in Wirtschaftswissenschaft schloss dieses 2015 mit einer Doktorarbeit zum Thema Staatsverschuldung ab. Nach seinem Studium war Mentzen als Buchhalter und Steuerberater tätig. Später eröffnete er zusätzlich ein Fachgeschäft für Jagdbedarf sowie 2020 eine Brauerei für Craftbeer in seiner Heimatstadt Toruń.

## Politiker
Mentzen begann auf Anregung seines Vaters, eines Mathematikprofessors, der Befürworter von Janusz Korwin-Mikke war und in von diesem herausgegebenen Zeitschriften publizierte, seine politische Karriere. 2007 schloss er sich der von Korwin-Mikke gegründeten, radikal wirtschaftsliberalen Partei Unia Polityki Realnej (UPR) an. In der UPR fungierte er zwei Jahre lang als kommunaler Verbandsvorsitzender für Toruń. Nachdem Korwin-Mikke die Partei verlassen hatte, trat er aus der Partei aus und engagierte sich bis 2015 nicht politisch.
Zur Parlamentswahl in Polen 2015 schloss sich Mentzen Paweł Kukiz und dessen als rechtspopulistisch eingestufter Wahlaktion Kukiz ’15 an. Im selben Jahr wurde er Mitglied der als paläolibertär und rechtsextrem angesehenen Partei Nowa Nadzieja (NN).
Bereits 2017 wurde Mentzen stellvertretender Vorsitzender der NN und kandidierte im Jahr darauf bei den Selbstverwaltungswahlen in Polen 2018 als Kandidat der Partei für das Amt des Bürgermeisters von Toruń, holte jedoch nur 3,94 % der Wählerstimmen. Sowohl bei der Parlamentswahl in Polen 2015 als auch bei der Europawahl in Polen 2019 scheiterte seine Partei mit weniger als 5 % der Wählerstimmen an der geltenden Sperrklausel.
2022 wurde Mentzen nach dem Rücktritt von Janusz Korwin-Mikke zum Vorsitzenden der NN gewählt, die jedoch seit 2018 wegen eines ablehnenden Gerichtsbeschlusses gar nicht mehr als politische Partei registriert ist und sich zusammen mit weiteren, der Europäischen Union gegenüber skeptisch eingestellten Parteien zum Parteienbündnis Konfederacja zusammengeschlossen hat. Bei der Parlamentswahl in Polen 2019 gelang es ihr auf diese Weise, zwölf Mandate im Sejm zu erlangen, Mentzen selbst errang jedoch kein Mandat. Nach der Parlamentswahl in Polen 2023 erlangte sie weitere sechs Mandate dazu und Mentzen selbst wurde erstmals Abgeordneter im Sejm.
Mentzen errang die Kandidatur für die Präsidentschaftswahl am 18. Mai 2025, nachdem die Konfederacja zunächst eine Vorwahl angekündigt hatte.
Er erhielt im ersten Wahlgang 14,8 % der Stimmen. In der Wählergruppe der unter 30-jährigen erreichte er dabei mit 34,9 % die meisten Stimmen unter allen Kandidaten. Rafał Trzaskowski erhielt 31,4 % der Stimmen und Karol Nawrocki 29,5 %.
Am 1. Juni 2025 fand eine Stichwahl statt, im Vorfeld derer sich Mentzen als Königsmacher gerierte sowie Trzaskowski und Nawrocki zu einem Interview einlud, wobei er beiden die Möglichkeit der Unterzeichung einer von ihm vorbereiteten Erklärung mit acht Punkten gab. Diese beinhaltete die Verpflichtung, alle Steuererhöhungen, Versuche der Einschränkung des Bargeldverkehrs, Gesetze, die die Meinungsfreiheit und den Zugang zu Waffen einschränken, die Entsendung polnischer Soldaten in die Ukraine, die Aufnahme der Ukraine in die NATO sowie Gesetze, die die Position Polens innerhalb der EU schwächen, durch das Veto des Präsidenten zu blockieren. Während Nawrocki die Erklärung unterzeichnete, lehnte Trzaskowski vier Punkte davon ab. Nach dem Interview mit Trzaskowski, lud er diesen sowie Radosław Sikorski zum Umtrunk in seinem Pub in Toruń ein, wohl auf Betreiben des Letzteren. Dies war in seiner Partei umstritten. Nach Interviews mit beiden Kandidaten gab er aber keine Wahlempfehlung ab, sagte jedoch, dass er persönlich „mit Sicherheit nicht Trzaskowski wählen wird.“
Seine Beliebheit unter jungen Wählern wird unter anderem seiner intensiven Aktivität in den sozialen Medien zugerechnet. Mentzen ist seit Anfang 2023 der populärste polnischen Politiker auf TikTok – insgesamt erzielten seine Inhalt auf der Plattform bis Juni 2025 über 45 Millionen Aufrufe.
Im April 2025 wurde er zum reichweitenstärksten polnischen Politiker auf YouTube – sein Kanal verzeichnete über 265 Millionen Aufrufe bei fast 800.000 Abonnenten.

### Politische Positionen
Mentzen gilt aus Sicht zahlreicher Beobachter als Anhänger der Neuen Rechten. Er deklariert sich selbst als Monarchisten und „konservativen Liberalen“. In einem Interview nannte er die Demokratie eine „komische, blöde Staatsform“.
Mentzen befürwortet die Todesstrafe, ein ausnahmsloses Abtreibungsverbot und die Dekriminalisierung „leichter körperlicher Züchtigungen“ bei Kindern. Er ist Gegner der EU-Mitgliedschaft Polens und nennt die EU ein „totalitäres System mit Elementen des Faschismus“.
In mehreren Aussagen kokettierte er mit antisemitischen und homophoben Ansichten. Den hieraus gebildeten sog. Mentzen-Fünfer (Piątka Mentzena), mit dem er die Mentalität vieler Konfederacja-Anhänger prononciert zusammenfasste, wollte er im Wahlkampf 2023 als Ansporn für die Partei verstanden wissen, ihre disparate Wählerschaft zu sozialisieren, damit diese nicht mehr allein durch eine Anti-Haltung mobilisiert werde. Mentzen hatte 2019 deklamiert: „Wir wollen keine Juden, Schwulen, Abtreibung, Steuern und EU.“ Im Wahlkampf wurde an diese Losung erinnert; zum Teil wurde sie von Medien wie politischen Wettbewerbern als affirmativ aufgefasst. Gesellschaftspolitisch vertritt Mentzen ein äußerst konservatives Weltbild, wirtschaftspolitisch wiederum Ideen des Libertarismus. Die Politik der polnischen Regierung unter Premier Mateusz Morawiecki gegenüber Russland im Zuge des Überfalls auf die Ukraine kritisierte Mentzen stark.
Er verbreitete wiederholt Fake News über ukrainische Geflüchtete in Polen und behauptete unter anderem, dass Ukrainer bereits nach einem Arbeitstag in Polen Anspruch auf eine staatliche Rente haben und Ukrainer im polnischen Gesundheitssystem eine bevorzugte Stellung gegenüber polnischen Staatsbürgern haben, weshalb ihm vorgeworfen wird, Narrative der russische Propaganda zu bedienen.

## Persönliches und Geschäftstätigkeit
Mentzen ist verheiratet, Vater von drei Kindern und lebt in seiner Heimatstadt Toruń. Dort betreibt er eine Steuerkanzlei und Rechtsberatung, deren Geschäft auch auslandsbezogene Dienstleistungen und Kryptowährungen umfasst. Ende Februar 2024 gab er bekannt, die durch seine Familienstiftung kontrollierte Gesellschaft an die Börse zu bringen. Hierdurch erzielte Erlöse – es werden Aktien im Wert von 12,6 Mio. Złoty platziert, d. h. 35 % des Kapitals – wären laut ihm steuerfrei. Die Mentzen S.A. genannte Gesellschaft ging schließlich am 2. Juli in der Sparte NewConnect an die Warschauer Börse. In der Medienöffentlichkeit wurde argumentiert, dass Mentzens politische Tätigkeit und Publizität in Social Media auch seinem wirtschaftlichen Erfolg dienen solle. Bereits zuvor verfügte er über ein Privatvermögen von etwa 10 Mio. Złoty, davon 5 Mio. in Bitcoin.
Sein Urgroßvater väterlicherseits war Deutscher, verheiratet mit einer Polin. Jan Mentzen, der Bruder seines Großvaters, kämpfte in der Wehrmacht, war deutschnational gesinnt und siedelte 1949 nach amerikanischer Kriegsgefangenschaft und Haft in Polen nach Deutschland um.
Nach eigenen Angaben wurde bei ihm das Asperger-Syndrom diagnostiziert.